# سیارک ۲۱۴۱۴
سیارک ۲۱۴۱۴ (به انگلیسی: 21414 Blumenthal، نامگذاری:1998FQ69) بیست و یک هزار و چهارصد و چهاردهمین سیارک کشف شده‌است که در ۲۰ مارس ۱۹۹۸ کشف شد.
قدر مطلق سیارک برابر ۲۱.۴ است.